# Мені здається, я не знаю…
«Мені здається, я не знаю…» — вірш Тараса Шевченка, написаний ним 1850 року в Оренбурзі.

## Написання
Зберігся чистовий автограф вірша у «Малій книжці». Автограф не датований. Вірш датується дослідниками за місцем автографа у «Малій книжці» серед творів 1850 року (під № 5 у другому зшитку за 1850 рік) та часом перебування Шевченка в Оренбурзі взимку — навесні 1850-го, орієнтовно: січень — квітень 1850 року, та місцем написання — Оренбург.

## Публікація
Вперше вірш надруковано у виданні: «Кобзарь Тараса Шевченка / Коштом Д. Е. Кожанчикова» 1867 року (СПб., стор. 560—561).

## Складова
Філософська основа проблематики твору — притаманне багатьом давнім культурам уявлення про метемпсихоз — переселення душ в інше тіло; Шевченкові виявився близьким морально-етичний варіант вчень (давньоіндійського кармічного, піфагорійського платонізму) про залежність переселення душі від морального обличчя померлого. Перша частина твору (рядки 1 — 31) становить сатиричну медитацію, предметом якої є інститут самодержавства. Друга частина (рядки 32 — 48) — ліричне звернення до М. Ю. Лермонтова; третя (рядки 49 — 60) — вдячне послання другові поета М. М. Лазаревському, який надіслав Шевченкові твори Лермонтова.